# Muchinje
Muchinje (Mabele) – wieś w Botswanie w dystrykcie North West. Według spisu ludności z 2011 roku wieś liczyła 773 mieszkańców.